# Allopauropus adisi
Allopauropus adisi är en mångfotingart som beskrevs av Ulf Scheller 1994. Allopauropus adisi ingår i släktet småfåfotingar, och familjen fåfotingar. Inga underarter finns listade i Catalogue of Life.